# Sœurs de Notre-Dame du Bon-Conseil

Logo

Les Sœurs de Notre-Dame du Bon-Conseil (n.d.b.c.) forment une congrégation religieuse catholique vouée à l’enseignement. La communauté est fondée à Chicoutimi le 4 novembre 1894 par Michel-Thomas Labrecque (1849-1932), troisième évêque du diocèse de Chicoutimi, et par Françoise Simard (1851-1937), alors enseignante à Saint-Fulgence et âgée de 43 ans.
Appelées à vivre selon la spiritualité de saint François de Sales, les Sœurs de Notre-Dame du Bon-Conseil assurent une présence éducative dans la majorité des écoles du diocèse de Chicoutimi, qui s’étend alors de la Basse-Côte-Nord jusqu’aux confins du Lac-Saint-Jean.
La Congrégation des Sœurs de Notre-Dame du Bon-Conseil est érigée canoniquement le 29 janvier 1901 et reconnue de droit pontifical le 20 juin 1962.

## La fondation
À la fin du XIXe siècle, la région du Saguenay–Lac-Saint-Jean détient l'un des taux de natalité les plus élevés au Québec, alors que le nombre d'écoles et d'enseignant(e)s demeure très faible. Ainsi, dès les débuts de son épiscopat en 1892, {Labrecque aspire à fonder une communauté de religieuses vouées à l’éducation des enfants des villages de son vaste diocèse. Il demande à Françoise Simard de participer au projet, mais étant de santé fragile, elle hésite. Après un temps de réflexion, elle accepte et le 4 novembre 1894, la communauté tant souhaitée prend officiellement naissance. Françoise Simard porte désormais le nom de sœur Marie du Bon-Conseil.

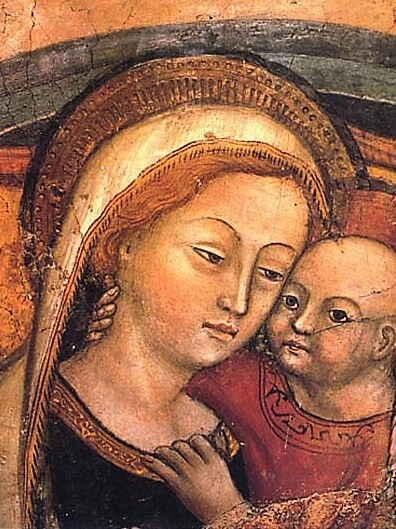
Notre Dame
du Bon Conseil

Le nouvel institut tient son nom d'une icône miraculeuse représentant Marie portant l'Enfant Jésus. Selon la tradition, les Turcs envahissent l'Albanie en 1467. Deux chrétiens albanais sont chargés de garder un sanctuaire dédié à une Madone à Scutari, une petite ville au nord-ouest de l'Albanie. Alors que les Turcs assiègent la ville, les deux gardiens conjurent Marie pour qu'elle leur vienne en aide. Le lendemain, ils s'agenouillent à nouveau devant elle et au même moment, l'image se détache de sa niche pour s'arrêter dans les airs, enveloppée tout à coup d'un nuage blanc. Les deux hommes suivent l'image, mais celle-ci s'envole au dessus de la mer et disparaît à l'horizon. À la même époque, des moines augustins entreprennent de construire une église et un couvent à Genazzano en Italie. Une femme, nommée Petruccia de Genazzano, avait investi toutes ses richesses dans ces constructions, mais sa fortune n'avait pas suffi et l'église demeurait inachevée. Elle prédit que Marie achèverait l’œuvre. C'est alors que le 25 avril 1467, la foule voit descendre une nuée brillante jusque sur l'autel. Une fois la nuée disparue, la foule aperçoit une icône de Marie portant l'Enfant Jésus.
C'est pendant ses études à Rome que le futur évêque de Chicoutimi, Labrecque, visite le sanctuaire de Genazzano. Quelques années plus tard, il choisit de placer la nouvelle communauté de religieuses enseignantes sous le patronage de Notre-Dame du Bon-Conseil.
Les sœurs de Notre-Dame du Bon-Conseil ont également saint François de Sales pour saint patron, dont la doctrine sert de base à leur Catéchisme de la perfection religieuse, ouvrage rédigé par Labrecque. Encore aujourd'hui, l'enseignement de saint François de Sales demeure central dans la spiritualité des sœurs.

## L’œuvre des Sœurs de Notre-Dame du Bon-Conseil de Chicoutimi
Progressivement, les Sœurs de Notre-Dame du Bon-Conseil assurent une présence éducative dans la majorité des écoles des différentes régions du diocèse de Chicoutimi : Saguenay, Lac Saint-Jean, Charlevoix et Côte-Nord. Elles acceptent même quelques services dans les diocèses de Québec et de Montréal.
La Congrégation répond également aux appels des pays étrangers, d'abord à l'Ouganda. Arrivées en 1937, les missionnaires saguenayennes travaillent à l'éducation des jeunes et à la promotion de la condition féminine. Rapidement, leur action s'étend à la formation d'une relève vocationnelle. C'est ainsi qu'en 1957, une Congrégation religieuse autochtone est reconnue autonome sous le vocable des Sœurs de Notre-Dame du Bon-Conseil de Mbarara.
À Chicoutimi, la Congrégation ouvre une première École d'application en 1935. Elle ouvre ensuite une École ménagère régionale supérieure (1944), une École normale (1947) et un Institut familial (1951).
En 1964, les Sœurs de Notre-Dame du Bon-Conseil essaiment au Chili et à partir des années 1970, de nouveaux lieux de mission s'ajoutent : Malawi, Zaïre, Sénégal et Rwanda.
Au début des années 1960, le gouvernement libéral de Jean Lesage crée une commission d’enquête sur l’enseignement, présidée par Alphonse-Marie Parent. Le premier tome du Rapport Parent (1963) conduit à la création du ministère de l'Éducation (1964). Les nombreuses réformes qui s'ensuivent écartent l'Église catholique de la direction des établissements d'enseignement en faveur d’une administration gouvernementale. Face à ces bouleversements dans les structures de l'État, les Sœurs de Notre-Dame du Bon-Conseil doivent s'adapter. Plusieurs continuent à enseigner, de la maternelle à l'université, mais en s’impliquant de plus en plus dans les paroisses et dans diverses organisations à visées communautaires ou religieuses.
Aujourd'hui, les Sœurs de Notre-Dame du Bon-Conseil de Chicoutimi poursuivent l’œuvre de leur Fondatrice, Mère Françoise Simard, en répondant aux besoins actuels.

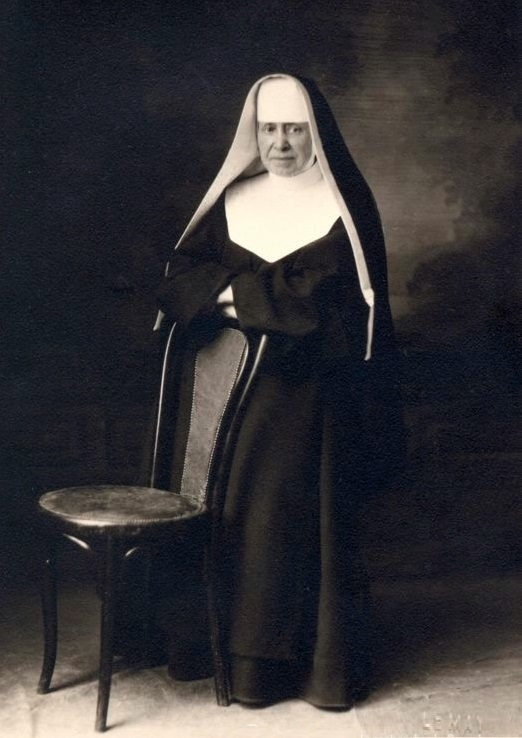
Fondatrice
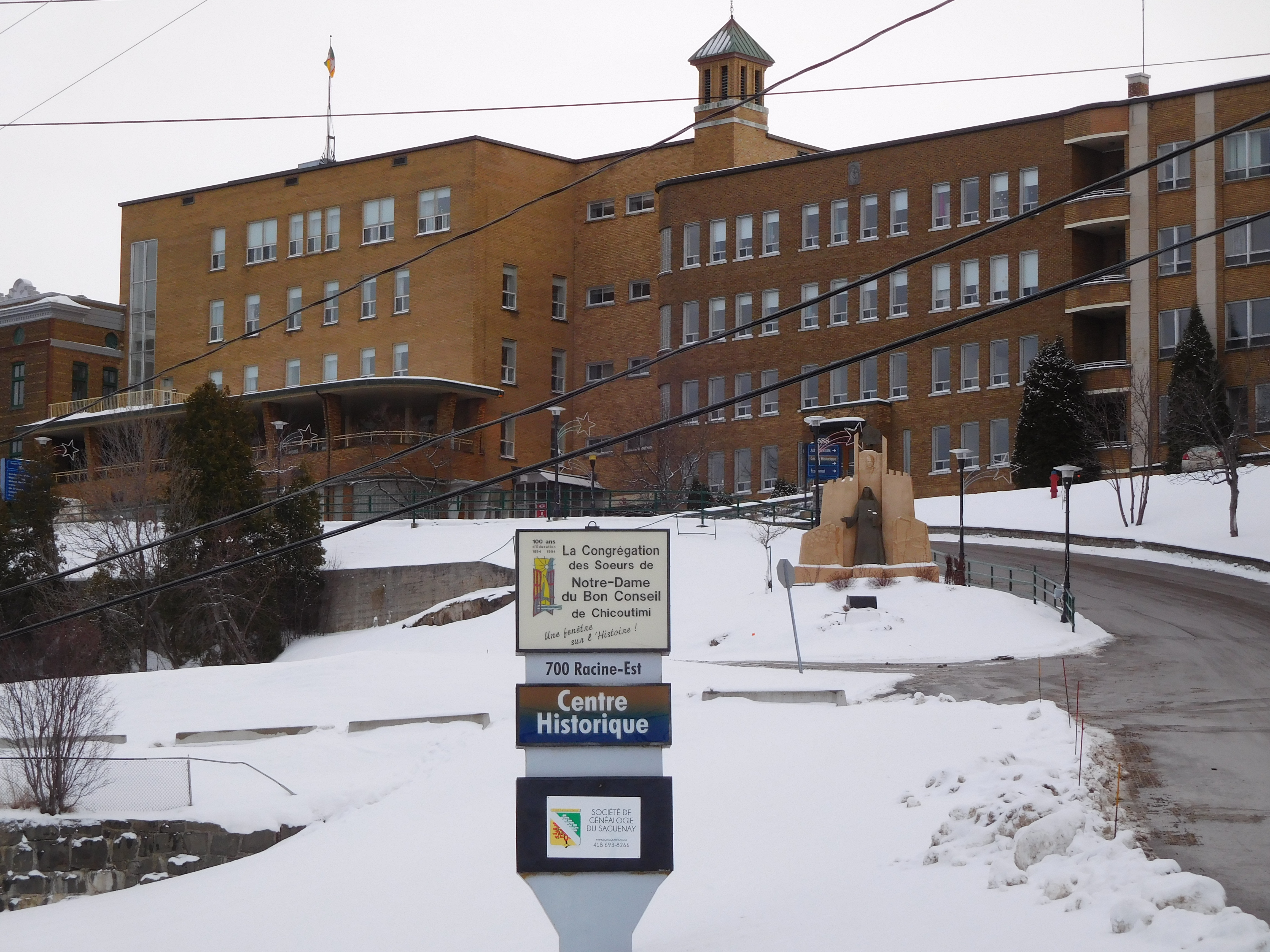
Maison mère, Chicoutimi